# Ivorra
Ivorra (spanisch Iborra) ist eine spanische Gemeinde (municipio) mit 100 Einwohnern (Stand: 2024) im Nordosten Kataloniens. 

## Geographie
Ivorra liegt etwa 58 Kilometer ostnordöstlich von Lleida und etwa 64 Kilometer nordwestlich von Barcelona in einer Höhe von ca. 565 m. 

## Einwohnerentwicklung
| 1970 | 1981 | 1991 | 2001 | 2011 | 2021 |
| ---- | ---- | ---- | ---- | ---- | ---- |
| 222  | 199  | 152  | 152  | 120  | 110  |

## Sehenswürdigkeiten
- Reste der Burganlage (Castill d’Ivorra)
- Marienkirche
- Augustinerkonvent
- Kugatiuskirche

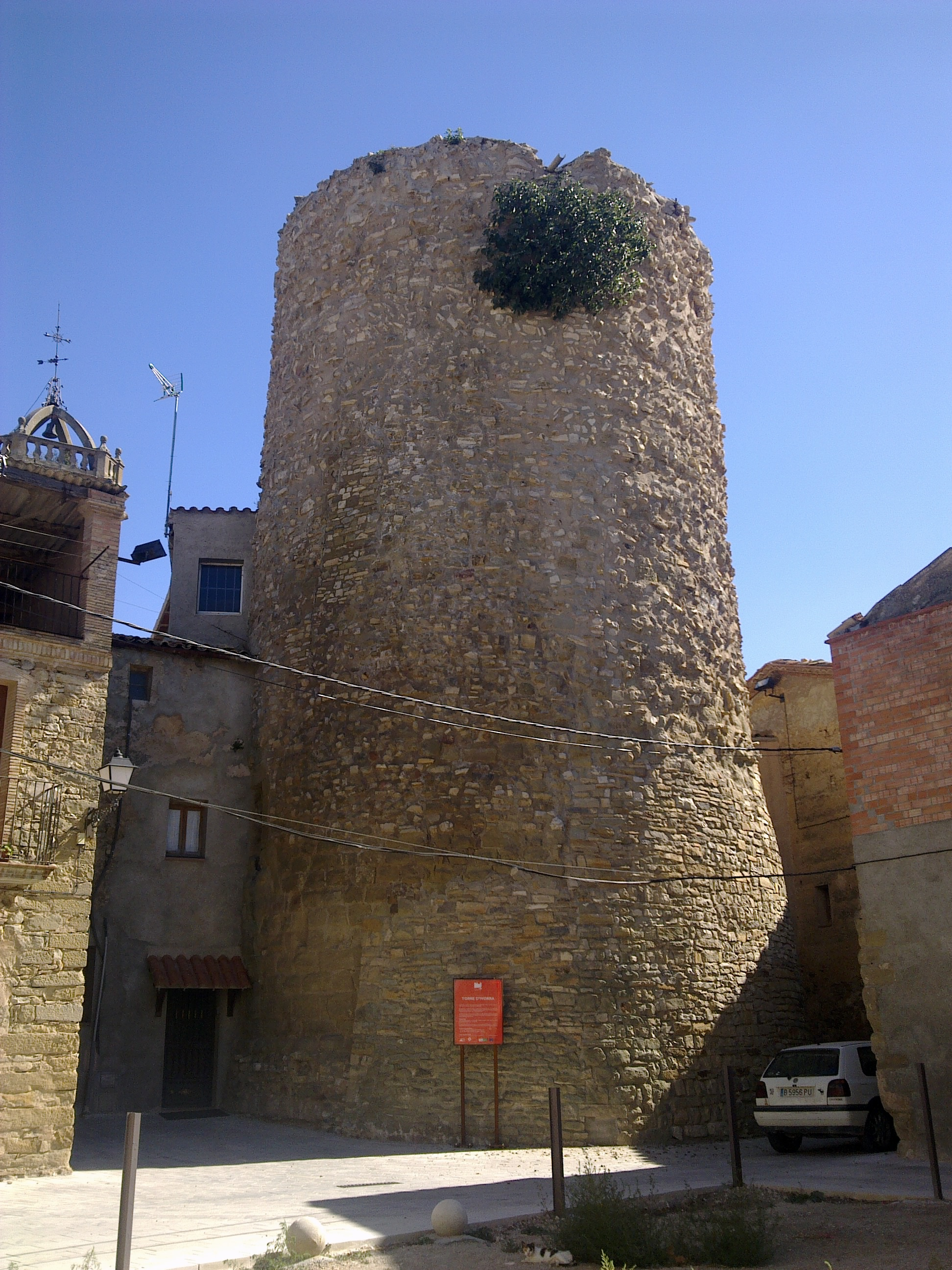
Reste der Burganlage
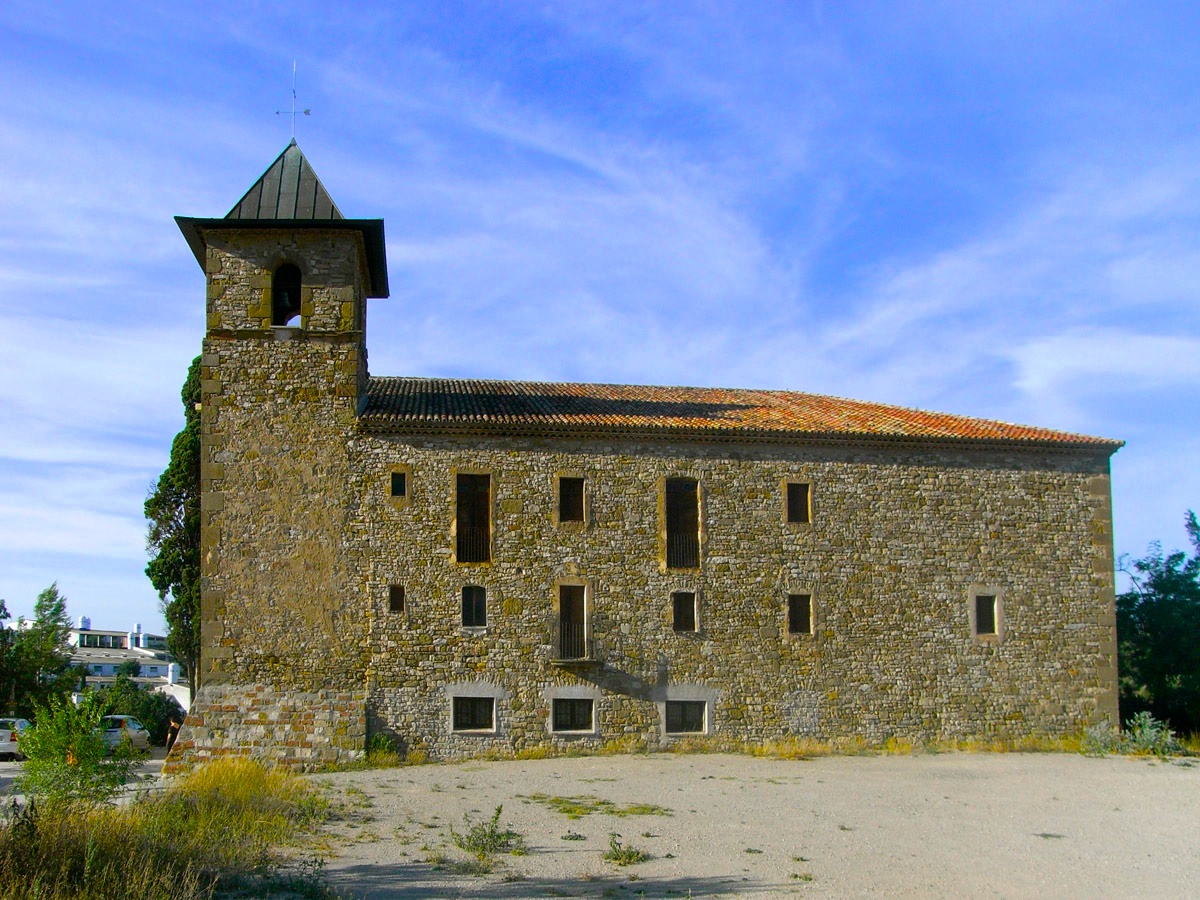
Marienkirche
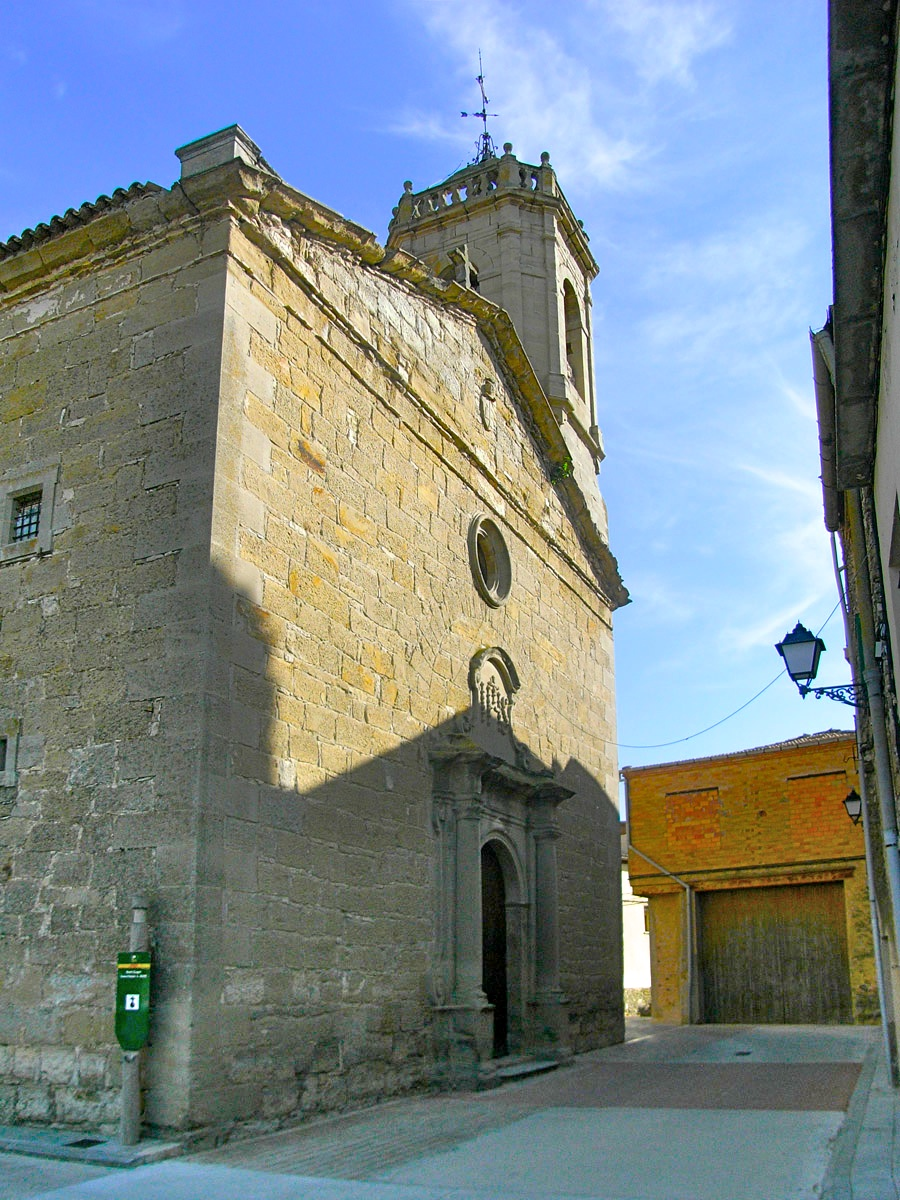
Kugatiuskirche